# Сис (Армения)
Сис (арм. Սիս) — село в Араратской области Армении. Основано в 1831 году.

## География
Село расположено в западной части марза, на правом берегу реки Раздан, на расстоянии 20 километров к северо-западу от города Арташат, административного центра области. Абсолютная высота — 828 метров над уровнем моря.
Климат
Климат характеризуется как семиаридный (BSk в классификации климатов Кёппена). Среднегодовая температура воздуха составляет 12,6 °C. Средняя температура самого холодного месяца (января) составляет −2,6 °С, самого жаркого месяца (июля) — 26,2 °С. Расчётная многолетняя норма атмосферных осадков — 283 мм. Наибольшее количество осадков выпадает в мае (48 мм).

## Население
| Год переписи | Население          | Население          | Население          | Население            | Население            | Население            |
| Год переписи | Наличное население | Наличное население | Наличное население | Постоянное население | Постоянное население | Постоянное население |
| Год переписи | Всего              | Мужчины            | Женщины            | Всего                | Мужчины              | Женщины              |
| ------------ | ------------------ | ------------------ | ------------------ | -------------------- | -------------------- | -------------------- |
| 2001         | 1143               | 532                | 611                | 1331                 | 635                  | 696                  |
| 2011         | 1174               | 562                | 612                | 1201                 | 579                  | 622                  |